# Círculo de Kreisau

El sello del Círculo de Kreisau

El llamado Círculo de Kreisau (en alemán: Kreisauer Kreis, pronunciación: ˈkʁaɪ̯.zaʊ̯.ɐ kʁaɪ̯sⓘ) fue un grupo de resistencia civil en la Alemania nazi. Sus encuentros oficiales realizados en la residencia de Helmuth James von Moltke en Kreisau, en ese entonces parte de Alemania, dieron el nombre a este grupo, después de ser descubiertos por la Gestapo. En sus reuniones discutían sobre la reorganización del Estado, después de la caída del Tercer Reich. Entre sus integrantes se encuentran algunas de las personas que idearon el atentado del 20 de julio de 1944 contra Adolf Hitler.

## Historia

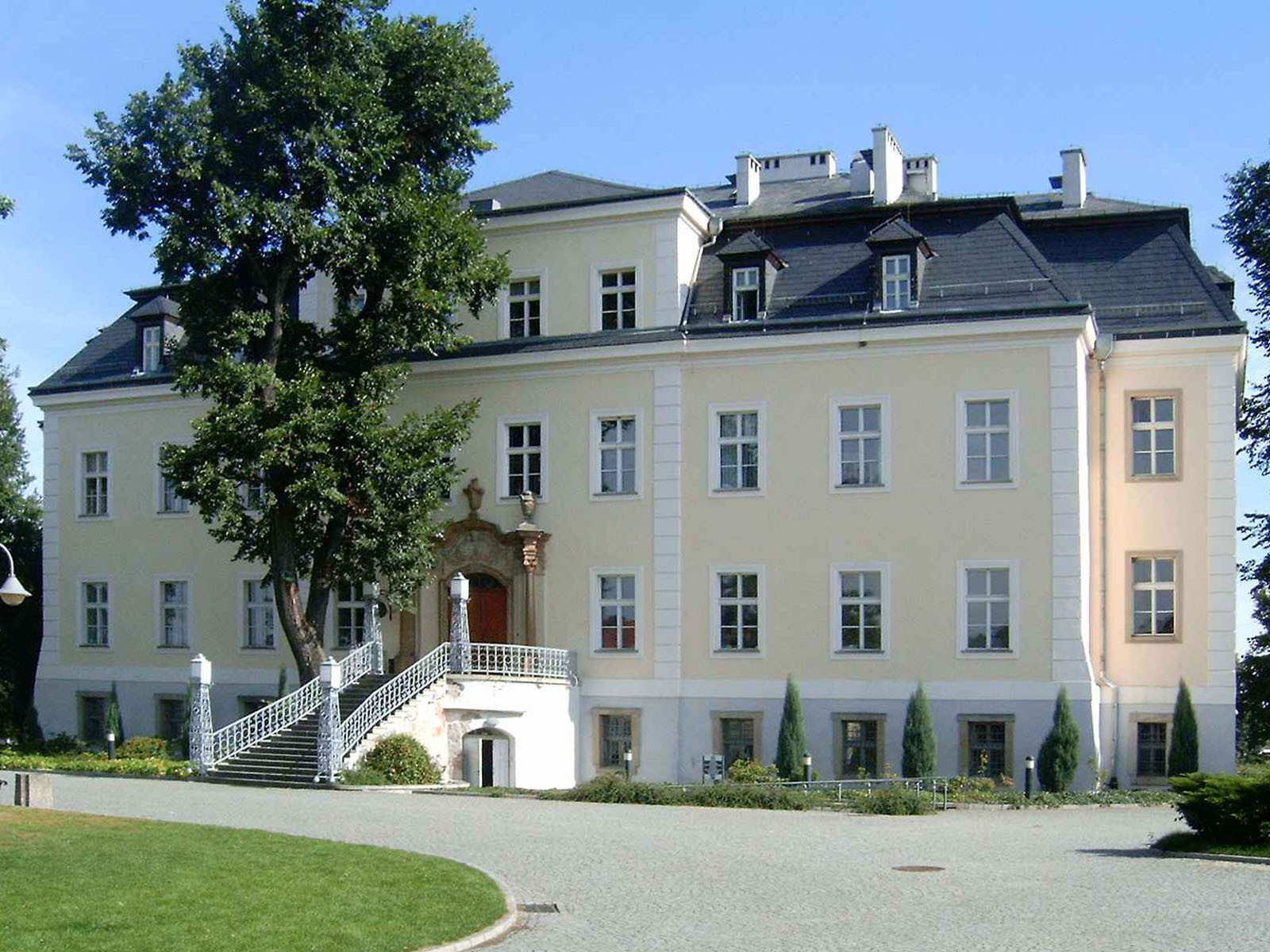
La residencia de Moltke en Kreisau

El Círculo de Kreisau estaba formado por alrededor de veinte personas, liderados por el conde Helmuth James von Moltke y su amigo, el conde Peter Yorck von Wartenburg, quienes en 1940 comenzaron a tomar contacto con otros opositores de Hitler. En comparación a otros grupos de resistencia alemana antinacionalista, el Círculo de Kreisau estaba conformado por destacadas personas provenientes de diversos sectores profesionales, políticos y religiosos: juristas, profesores y pedagogos, conservadores y socialdemócratas, católicos y protestantes. 
Los miembros de este foco de resistencia se reunían por lo general en Berlín, en grupos pequeños, y discutían sobre la reorganización de Alemania después del fin de la dictadura. En tres ocasiones realizaron reuniones plenarias en la residencia de Moltke en Kreisau. El grupo llegó a convertirse en el centro de la resistencia civil de la burguesía alemana.
Los miembros activos del grupo eran los siguientes:
- Helmuth James von Moltke
- Peter Yorck von Wartenburg
- Adam von Trott zu Solz
- Hans-Bernd von Haeften
- Carl Dietrich von Trotha
- Horst von Einsiedel
- Adolf Reichwein
- Theodor Haubach
- Carl von Mierendorff
- Julius Leber
- Harald Poelchau
- Eugen Gerstenmaier
- Otto Heinrich von der Gablentz
- Theodor Steltzer
- Hans Lukaschek
- Paulus van Husen
- Hans Peters
- Augustin Rösch
- Lothar König
- Alfred Delp

## Ideas
De acuerdo con las ideas del Círculo de Kreisau, el cristianismo debía constituir el fundamento para la renovación moral del país. El objetivo era instaurar un Estado de derecho humanitario y federal en el que estuvieran garantizadas la libertad de culto y de conciencia, así como la dignidad del hombre. Debía tratarse de una democracia, pero no de una partitocracia, ya que según sus miembros los partidos políticos no ofrecían ninguna protección contra las dictaduras, como había quedado demostrado con la victoria del partido de Hitler. 
Para garantizar en Europa la paz a largo plazo, los integrantes del Círculo apostaban a favor de una fuerte integración del país en el marco de una alianza europea que debía contar además con una política exterior y de defensa común. Los Estados miembros perderían una parte de su soberanía.
Su participación en la resistencia alemana contra el nacionalsocialismo no se limitó a un aporte teórico. Muchos de sus miembros se mantenían en contacto regular con otros miembros de la resistencia alemana. Además, en sus altos cargos lograron a ayudar a muchos refugiados y salvar la vida de muchas personas, las cuales estaban destinadas a ser enviadas a los campos de concentración nazis.

## El atentado contra Hitler del 20 de julio de 1944
El Círculo de Kreisau tenía también contacto con la resistencia militar y algunos de sus miembros tenían la intención de colaborar con ella en caso de llevarse a cabo un golpe de Estado. Sin embargo otros miembros del grupo, como era el caso de Moltke, estuvieron desde un principio en contra de un atentado a Hitler, intentando idear una solución pacífica.  
Después de que Moltke diera aviso a algunos de sus amigos sobre el seguimiento de la Gestapo, fue detenido en enero de 1944. Este hecho causó cierta inestabilidad en el grupo. Conforme avanzaba la guerra, algunos miembros del grupo tomaron una drástica decisión. Encabezados esta vez por Peter Yorck y Julius Leber se unieron al grupo de resistencia de Claus von Stauffenberg, que el 20 de julio intentaría atentar contra Hitler con una bomba. 
Después del malogrado atentado, muchos miembros del Círculo fueron detenidos y algunos de ellos ejecutados, entre ellos también Yorck y von Moltke.